# Refuge des Aiguilles d'Arves
Il refuge des Aiguilles d'Arves (in italiano "2rifugio delle Aiguilles d'Arves") è un rifugio francese situato nelle Alpi delle Grandes Rousses e delle Aiguilles d'Arves (Alpi del Delfinato) a 2.264 m s.l.m..

## Accesso
Si può salire al rifugio partendo dalla località  Bonnenuit (1.670 m) sopra Valloire. Il rifugio si raggiunge in circa due ore di cammino.

## Ascensioni
- Col des Aiguilles d'Arves - 3.163 m
- Aiguilles d'Arves - 3.514 m